# Janel Parrish

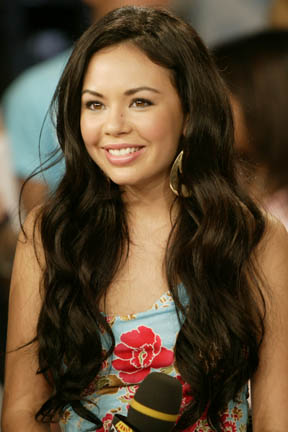
Janel Parrish

Janel Meilani Parrish (* 30. Oktober 1988 auf Oʻahu, Hawaii) ist eine US-amerikanische Schauspielerin und Sängerin.

## Leben
Janel Parrish ist die Tochter des US-Amerikaners Mark Parrish und dessen chinesischstämmiger Frau Joanne. Sie wurde während eines Talentwettbewerbes auf Hawaii entdeckt. Danach erhielt sie in einem Reiseensemble eine Besetzung als junge Cosette in dem Stück Les Misérables. Es folgten erste kleinere Rollen in Serien wie Baywatch – Die Rettungsschwimmer von Malibu und O.C., California, ehe sie durch ihre wiederkehrende Rolle in Heroes größere Bekanntheit erlangte. Parrish, die auch Klavier spielt, nahm im Jahr 2003 an einem Remake der Show Star Search teil und veröffentlichte 2007 mit Rainy Day (Geffen Records) ihr erstes Album. Weiterhin trat sie am Broadway in der ihr bekannten Rolle der Cosette in Les Miserables und als Anna in Frühlings Erwachen auf. Für ihre Hauptrolle in dem Spielfilm Bratz wurde sie für den Negativpreis Goldene Himbeere 2008 nominiert. Ab 2010 gehörte sie zunächst zwei Staffeln lang zur Nebenbesetzung der Serie Pretty Little Liars, von der 3. Staffel bis zum Ende der Serie wurde sie als Hauptdarstellerin gelistet.
2014 nahm sie an der 19. Staffel der US-amerikanischen Tanzshow Dancing with the Stars teil und belegte dort mit ihrem Partner Valentin Chmerkovskiy den dritten Platz. Seit 2018 ist Parrish verheiratet.
Von September bis Dezember 2023 nahm Parrish als Gazelle an der zehnten Staffel der US-amerikanischen Version von The Masked Singer teil, in der sie den dritten Platz erreichte.

## Filmografie (Auswahl)
- 1999: Baywatch – Die Rettungsschwimmer von Malibu (Baywatch, Fernsehserie, 2 Episoden)
- 2006: Zoey 101 (Fernsehserie, Episode 3x07)
- 2006: O.C., California (The O.C., Fernsehserie, Episode 4x06)
- 2007: Bratz
- 2007–2008: Heroes (Fernsehserie, 3 Episoden)
- 2009: Fired Up!
- 2009: Amok – Columbine School Massacre (April Showers)
- 2009: True Jackson (True Jackson, VP, Fernsehserie, Episode 2x02)
- 2010: Triple Dog
- 2010–2017: Pretty Little Liars (Fernsehserie, 92 Episoden)
- 2012: Celeste & Jesse (Celeste & Jesse Forever)
- 2013: Hawaii Five-0 (Fernsehserie, Episode 3x12)
- 2014: Drop Dead Diva (Fernsehserie, Episode 6x05)
- 2014: Dancing with the Stars (Fernsehsendung, Staffel 19)
- 2015: Detective Laura Diamond (The Mysteries of Laura, Fernsehserie, Episode 1x20)
- 2016: Rush Hour (Fernsehserie, Episode 1x08)
- 2017: Rosewood (Fernsehserie, Episode 2x11)
- 2018: To All the Boys I’ve Loved Before
- 2018: Hell Is Where the Home Is
- 2018: Tiger
- 2018: I’ll Be Watching
- 2019: Pretty Little Liars: The Perfectionists (Fernsehserie, 10 Episoden)
- 2020: To All the Boys: P.S. I Still Love You
- 2020: Comeback – Saiten des Lebens (Mighty Oak)
- 2020: Holly & Ivy (Fernsehfilm)
- 2020–2022: Magnum P.I. (Fernsehserie, 3 Episoden)
- 2021: To All the Boys: Always and Forever
- 2021: Right in Front of Me (Fernsehfilm)
- 2021: Scooby-Doo, Where Are You Now! (Fernsehspecial)
- 2021: Coyote Creek Christmas (Fernsehfilm)
- 2021: Christmas Is Cancelled (The Fight Before Christmas)
- 2022: Until We Meet Again
- 2022: Run & Gun (The Ray)
- 2023: Family History Mysteries – Buried Past (Fernsehfilm)
- 2023: Never Been Chris'd (Fernsehfilm)
- 2024: Haunted Wedding (Fernsehfilm)
- 2024: Sugarplummed (Fernsehfilm)
- 2025: Return to Office (Fernsehfilm)
- 2025: XO, Kitty (Fernsehserie, Episode 2x08)
- 2025: The Littles (Kurzfilm)